# Аскювілл (Північна Кароліна)
Аскювілл (англ. Askewville) — місто (англ. town) в США, в окрузі Берті штату Північна Кароліна. Населення — 184 особи (2020).

## Географія
Аскювілл розташований за координатами 36°6′43″ пн. ш. 76°56′28″ зх. д. / 36.11194° пн. ш. 76.94111° зх. д. (36.111882, -76.941143).  За даними Бюро перепису населення США в 2010 році місто мало площу 1,27 км², уся площа — суходіл. В 2017 році площа становила 1,53 км², уся площа — суходіл.

## Демографія
Згідно з переписом 2010 року, у місті мешкала 241 особа в 100 домогосподарствах у складі 75 родин. Густота населення становила 190 осіб/км².  Було 108 помешкань (85/км²).
Расовий склад населення:
| - 95,9 % — білих - 2,9 % — чорних або афроамериканців - 0,4 % — азіатів |

До двох чи більше рас належало 0,8 %. Частка іспаномовних становила 0,0 % від усіх жителів.
За віковим діапазоном населення розподілялося таким чином: 22,4 % — особи молодші 18 років, 58,9 % — особи у віці 18—64 років, 18,7 % — особи у віці 65 років та старші. Медіана віку мешканця становила 43,4 року. На 100 осіб жіночої статі у місті припадало 104,2 чоловіків;  на 100 жінок у віці від 18 років та старших — 83,3 чоловіків також старших 18 років.
Середній дохід на одне домашнє господарство  становив 49 687 доларів США (медіана — 41 250), а середній дохід на одну сім'ю — 58 546 доларів (медіана — 53 214). За межею бідності перебувало 3,5 % осіб, у тому числі 0,0 % дітей у віці до 18 років та 7,6 % осіб у віці 65 років та старших.
Цивільне працевлаштоване населення становило 107 осіб. Основні галузі зайнятості: освіта, охорона здоров'я та соціальна допомога — 18,7 %, науковці, спеціалісти, менеджери — 12,1 %, виробництво — 12,1 %.